# 塞巴斯蒂安·特尔费尔
塞巴斯蒂安·特尔费尔（英語：Sebastian Telfair，1985年6月9日—），美国职业篮球运动员，身高1米83，场上位置组织后卫。
特尔费尔出生于纽约市，其表兄斯蒂芬·马布里亦是NBA球星。高中毕业后，特尔费尔直接参加NBA选秀，在2004年NBA选秀中以第一轮第13顺位被波特兰开拓者队选中。在之后的两年中，特尔费尔一度成为开拓者队的首发后卫，但是却未能有实质上的突破。2006年，开拓者队为获得布兰顿·罗伊，在一场大交换中将特尔费尔送往波士顿凯尔特人队。次年，特尔费尔作为交换凯文·加内特的筹码之一被送往明尼苏达森林狼队。在森林狼队，特尔费尔开始有稳定发挥，并获得了首发组织后卫的位置。
2009年，特尔费尔再一次被交易，被送往快船队以交易昆廷·理查德森 （页面存档备份，存于）。